# Данні Енрікеш
Данні Енрікеш (нід. Danny Henriques, нар. 19 липня 1997, Роттердам) — нідерландський футболіст португальського походження, захисник кіпрського клубу АЕК (Ларнака). Виступав також за низку клубів різних країн. Володар Кубка Кіпру.

## Ігрова кар'єра
Данні Енрікеш народився 1997 року в місті Роттердам. Займався в юнацьких командах футбольних клубів «Ексельсіор» (Роттердам) та «Камбюр». У професійному футболі Енрікеш дебютував 2017 року на історичній батьківщині в клубі «Вілафранкенсе», в якому грав до 2018 року, взявши участь у 9 матчах чемпіонату. У 2018 році футболіст перейшов до іншого португальського клубу «Белененсеш САД», у якому виступав до 2023 року. Протягом 2023—2024 років Енрікеш грав у складі румунського клубу «Університатя» (Крайова).
З 2024 року Данні Енрікеш грає у складі португальського клубу АЕК (Ларнака). У складі команди в сезоні 2024—2025 років футболіст став володарем Кубка Кіпру.

## Титули і досягнення
- Володар Кубка Кіпру (1):

АЕК (Ларнака): 2024–2025